# Wild West (film 1992)
Wild West è un film del 1992 diretto da David Attwood.

## Trama
Dei ragazzi pakistani che vivono in Inghilterra formano una band country, gli Honky Tonk Cowboys.